# La Bataille de Brunanburh
La Bataille de Brunanburh (The Battle of Brunanburh en anglais) est un poème en vieil anglais présent dans certains manuscrits de la Chronique anglo-saxonne. Il apparaît dans l'annale pour l'année 937 et célèbre la bataille de Brunanburh remportée par le roi anglais Æthelstan sur une alliance entre les Vikings d'Irlande, les Écossais et les Bretons du Strathclyde. Bien qu'il n'offre pas un récit détaillé de cet affrontement, il constitue l'une des principales sources littéraires à son sujet.

## Résumé
Le poème débute en louant ses héros, le roi Æthelstan et son frère cadet Edmond. Il offre ensuite un récit très résumé et allusif de l'affrontement, qui dure toute une journée, du matin jusqu'au soir. Les troupes du Wessex mettent les Écossais et les Vikings en déroute, tandis que les Merciens luttent contre les hommes d'Olaf. Ce dernier finit par être rejeté à la mer après avoir perdu sept de ses comtes. Le vieux roi des Scots, Constantin, s'enfuit vers le nord, son jeune fils ayant perdu la vie pendant le combat. Les vainqueurs rentrent chez eux en triomphe, laissant le champ de bataille aux charognards : le corbeau, l'aigle et le loup. Le poète souligne dans sa conclusion que la Grande-Bretagne n'a pas connu de tel massacre depuis l'arrivée des Angles et des Saxons sur l'île, plusieurs siècles auparavant.

## Attestations
La Bataille de Brunanburh ne figure pas dans toutes les versions connues de la Chronique anglo-saxonne, mais seulement dans les suivantes :
- le manuscrit A, conservé au Corpus Christi College de l'université de Cambridge sous la cote MS 173 (ff. 26r-27r) ;
- le manuscrit B, conservé à la British Library sous la cote Cotton Tiberius A.vi (ff. 31r-32r) ;
- le manuscrit C, conservé à la British Library sous la cote Cotton Tiberius B.i (ff. 141r-v) ;
- le manuscrit D, conservé à la British Library sous la cote Cotton Tiberius B.iv (ff. 49r-50r).

Une cinquième version figurait dans le manuscrit Cotton MS Otho B.xi, mais ce document a été gravement endommagé par l'incendie d'Ashburnham House en 1731 et sa version du poème n'est attestée que dans l'édition produite par Abraham Wheloc au XVIe siècle.
Le poème représente l'intégralité de l'annale 937. Comme tous les autres textes poétiques anglo-saxons connus, il est rédigé de manière continue, sans retour à la ligne à la fin de chaque vers, et ne se distingue donc pas visuellement des annales en prose. Les copistes des manuscrits A, B et C utilisent cependant des points pour marquer le découpage des hémistiches. Cette ponctuation métrique montre qu'ils ont conscience de la nature poétique du texte qu'ils rédigent.

## Postérité
Le poète lauréat Alfred Tennyson propose une version en anglais moderne de La Bataille de Brunanburh dans son recueil Ballads and Other Poems, paru en 1880. Il s'appuie pour ce faire sur la traduction en prose de son fils Hallam publiée dans la Contemporary Review en novembre 1876.